# Kvass (album)
Kvass è il terzo full-length della band norvegese Kampfar. Dell'album esiste anche una versione in LP prodotta da Perverted Taste e limitata a 800 copie. Le prime 100 sono in splatter vinyl.

## Tracce
1. Lyktemenn – 8:14
2. Til Siste Mann – 7:33
3. Ravenheart – 6:43
4. Ildverden – 9:45
5. Hat Og Avind – 6:13
6. Gaman Av Drømmer – 7:30

## Line Up
- Dolk - voce
- Thomas - chitarra
- II13 - batteria, voce
- Jon Bakker - basso